# Greatest Hits (Spagna)
Greatest Hits è una raccolta in 3 CD della cantante italiana Ivana Spagna, pubblicata nel 2011 dalla Sony/BMG. 

## Tracce
CD 1
1. Siamo in due (I. Spagna)
2. Lupi solitari (G. Spagna, I. Spagna)
3. Gente come noi (I. Spagna, Marati, Valsiglio, Zanotti)
4. Uno come te (I. Spagna, Cappuccino)
5. Colpa del sole (I. Spagna, G. Spagna)
6. Dov'eri (I. Spagna)
7. Mi sto innamorando (I. Spagna, G. Spagna, Soncini)
8. Con il tuo nome (I. Spagna, Tarantola)
9. Indivisibili (I. Spagna)
10. Al sole (J. Plestenjak, I. Spagna)
11. Fuori dal normale (I. Spagna)
12. Come il cielo (L. Corsetti, I. Spagna, Valsiglio)

CD 2
1. Dedicated to the moon (I. Spagna, G. Spagna, A. Pignagnoli)
2. Call me (A. Pignagnoli, G. Spagna, I. Spagna)
3. Easy lady (I. Spagna, G. Spagna, A. Pignagnoli)
4. Only words (I. Spagna, Lawrence, A. Pignagnoli)
5. There's a love (Warren)
6. I always dream about you (I. Spagna, G. Spagna, Riva, A. Pignagnoli)
7. Sarah (I. Spagna, G. Spagna, A. Pignagnoli)
8. You'll be mine (I. Spagna, Riva, A. Pignagnoli)
9. Every girl and boy (I. Spagna, G. Spagna, A. Pignagnoli)
10. I wanna be your wife (I. Spagna, G. Spagna, A. Pignagnoli)
11. Friday (I. Spagna, G. Spagna, A. Pignagnoli)
12. Girl, it's not the end of the world (I. Spagna, G. Spagna, A. Pignagnoli)

CD 3
1. Dance dance dance (I. Spagna, G. Spagna, A. Pignagnoli)
2. Love at first sight (I. Spagna, A. Pignagnoli, Alessandro, Stone)
3. No way out (I. Spagna, Page, A. Pignagnoli)
4. I miss you (A. Pignagnoli, I. Spagna, Stone)
5. Let me (Say I love you) (I. Spagna, G. Spagna, A. Pignagnoli)
6. Why me (Pignagnoli, I. Spagna)
7. Me and you (I. Spagna, G. Spagna, A. Pignagnoli)
8. Messages of love (I. Spagna)
9. This generation (I. Spagna, G. Spagna, A. Pignagnoli)
10. Acqua (I. Spagna)
11. Mai (Zanotti, I. Spagna)
12. Mi amor (I. Spagna)